# Matzemehl
Matzemehl oder Mazzemehl ist ein Mehl aus zerkleinerten Matzen, den ungesäuerten Broten, die von religiösen und traditionsbewussten Juden während des einwöchigen Pessachfests gegessen werden. Matzemehl ersetzt während der Dauer des Pessachfestes Getreidemehl und prägt besonders die aschkenasische Pessachküche mit ihren zahlreichen speziellen Rezepten. Nach den Feiertagen übrig gebliebene Matzen werden zu Matzemehl verarbeitet. Es findet ganzjährig bei der Zubereitung von Gefilte Fisch, Matzeknödeln, Kuchen, Eierkuchen und anderen Gerichten Verwendung und dient als Paniermehl.